# Jokin Aperribay
Jokin Aperribay Bedialauneta (Deva, Guipúzcoa, 27 de mayo de 1966), es un empresario español que actualmente preside el equipo de fútbol de la Real Sociedad.

## Vida y carrera profesional
Jokin Aperribay es hijo de Joaquín Aperribay Elosua, vicepresidente de la Real Sociedad en la época de Iñaki Alkiza y uno de los empresarios más importantes de Guipúzcoa. La familia Aperribay es accionista de referencia de la empresa SAPA y Jokin Aperribay es directivo de la misma. Cabe destacar que Jokin estudió en el Colegio Erain, situado en Gaintxurizketa, Irún, Guipúzcoa

## Aperribay como presidente
Jokin Aperribay es el actual presidente de la Real Sociedad. Tomó posesión de su cargo en una Junta de Accionistas celebrada el 20 de diciembre de 2008, como parte del proyecto Realaren lagunak (Amigos de la Real), en un momento crítico. La Real estaba en la segunda categoría del fútbol español y había presentando concurso de acreedores dentro del plazo previsto.  La deuda concursal de la Real ascendía a 41 millones de euros. Sobre ese importe, 21 millones corresponden a los acreedores privilegiados, entre los que estaban la Kutxa y la Diputación Foral de Guipúzcoa. Otros 14,4 millones correspondían a los ordinarios y 5,6 millones más, a los acreedores subordinados, entre ellos los 2,2 Millones de Euros de préstamo del Presidente Iñaki Badiola.
La llegada de Jokin Aperribay y su consejo de administración marca un antes y un después superando la gestión de Iñaki Badiola. El compromiso, la preocupación latente ante el caos institucional y la presión tanto de los máximos accionistas como de las instituciones y acreedores provocaron que Jokin Aperribay asumiese la responsabilidad de liderar el proceso de recuperación de un club que estaba bajo vigilancia judicial. La Real Sociedad - a 15 de enero de 2013 - finiquitaría el último pago del concurso de acreedores culminando el desafío de garantizar la viabilidad del club.
Cinco años después, en la junta de accionista de diciembre de 2013, en la votación correspondiente a la elección de la Junta Directiva de la Real Sociedad, los socios decidieron refrendar la gestión de Aperribay y hacerlo presidente para los próximos 5 años con el 97,41% de los votos. En total 49.514 acciones.
El 21 de diciembre de 2008 - fecha de entrada del actual Presidente y su consejo - la Real Sociedad ocupaba la cuarta posición en la 2ª división bajo las órdenes de Juan Manuel Lillo con 18 goles a favor y 14 en contra, cerca de las posiciones de ascenso tras 18 jornadas disputadas siendo el club con el presupuesto más alto de la categoría. La estabilidad y la apuesta por el carácter propio ha marcado la gestión de Aperribay tras casi una década al frente del club donde el proceso de mejora continua ha marcado el devenir del club. En la temporada 2009-10 - primera que se inicia bajo su gestión - se logra ascender a la Primera División como campeón con el técnico uruguayo Martín Lasarte.
El club consiguió la permanencia en Primera División en la siguiente campaña, y ya con el francés Philippe Montanier, logró primero la permanencia y finalmente clasificar a los txuri-urdin en la temporada 2012/13 para la Champions League, tras diez años de ausencia, y tras obtener el cuarto puesto en la Liga. 
Tras Philippe Montanier llega Jagoba Arrasate dentro de la apuesta por Zubieta y el carácter propio que siempre ha marcado la toma de decisiones del club. La marcha de algunos de los mejores jugadores como Griezmann, Bravo o Illarramendi tras previo pago de la cláusula condiciona la progresión del equipo aunque los ingresos son aprovechados para invertir en el futuro. Mejora de las instalaciones, apuesta firme por la cantera y el ambicioso proyecto de remodelar Anoeta así como el no aumento de las cuotas de los socios. El regreso de Illarramendi - tras una negociación compleja y nada fácil para el club - fue el punto de inflexión para seguir creciendo en lo deportivo así como una gran satisfacción para la masa social txurriurdin.
El proyecto de inmersión tecnológica del club así como de expansión de la marca ha sido otro de los hitos conseguidos que está en permanente revisión en una gestión ambiciosa donde la mejora continua marca el día a día. Algo impensable aquel 21 de diciembre de 2008 y muy valorado por la masa social del club que respalda el ambicioso proyecto de Jokin Aperribay.